# Pantà de la Llosa del Cavall
El pantà de la Llosa del Cavall és un embassament situat a la Vall de Lord, que pertany al riu Cardener (conca del riu Llobregat), creat per una presa al municipi de Navès, que s'estén pels termes de Navès, Guixers i una minúscula porció del de Sant Llorenç de Morunys, a la comarca del Solsonès. És gestionat per l'Agència Catalana de l'Aigua.

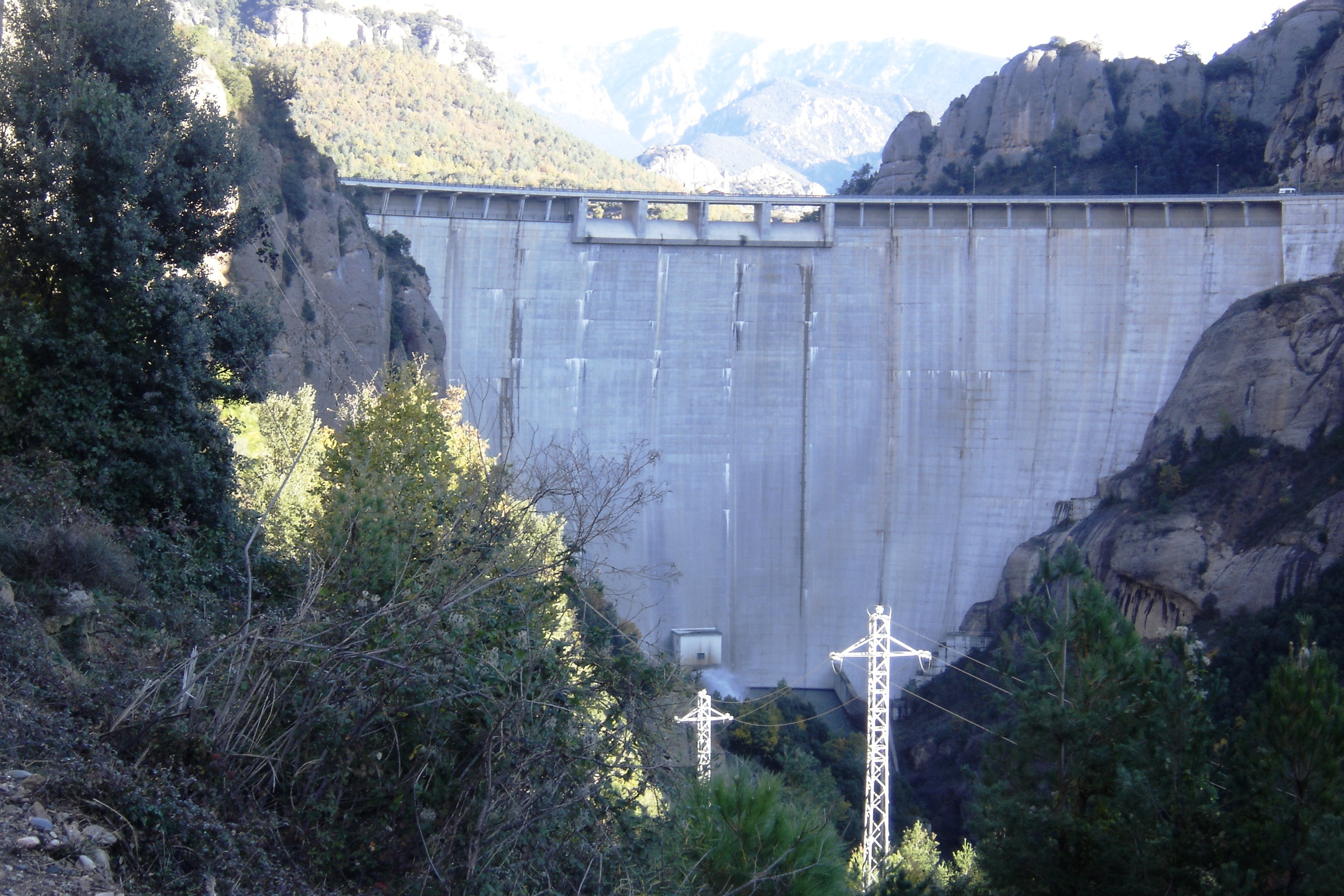
La presa del pantà de la Llosa del Cavall

A més de els aigües del curs alt del Cardener també recull les del seu afluent l'Aigua de Valls. La superfície total de la conca és de 200 km².
La presa, d'arc de doble volta, 122,3 m d'alçada i una longitud de coronació de 326 m, s'aixeca al municipi de Navès en un lloc conegut com Llosa del Cavall i va ser acabada de construir l'any 1997.
A l'interior de la presa hi ha tota la infraestructura necessària per a instal·lar-hi una central hidroelèctrica per bé que actualment aquest potencial energètic no s'està aprofitant.

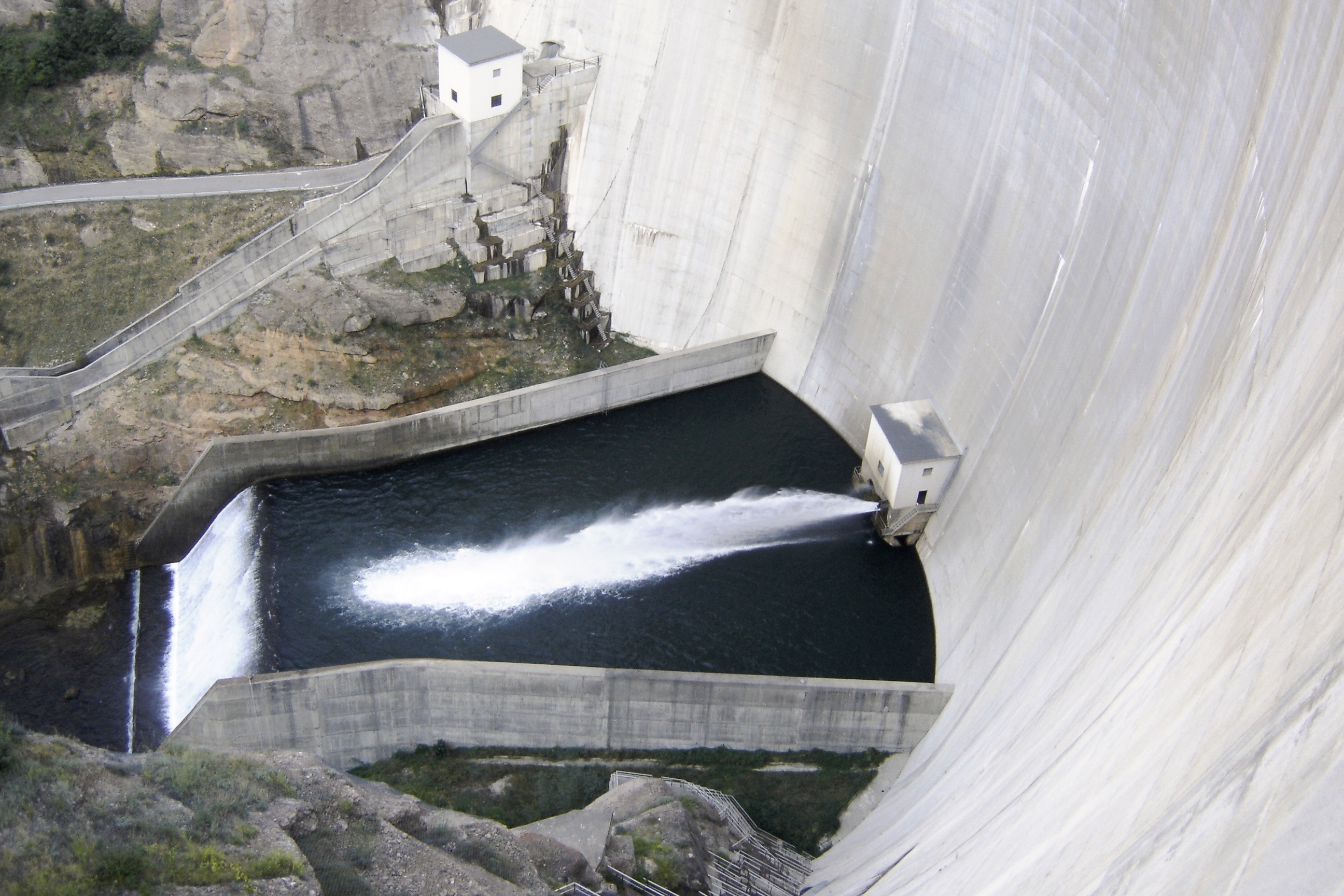
La presa del pantà de la Llosa del Cavall

Té una capacitat màxima de 79,4 hm³ i abasta una superfície de 300 ha la major part de la qual (tota la que queda al sud del pont de la carretera de Berga a Sant Llorenç de Morunys) està integrada en el Pla d'Espais d'Interès Natural (PEIN) de la Generalitat de Catalunya i més concretament en l'espai Serres de Busa-Els Bastets-Lord.
Per construir-la només es va haver de desallotjar una sola masia habitada: la masia de Cal Vall-longa. També va comportar l'anegament dels ponts de les Cases de Posada i de Vall-llonga, per bé que aquest darrer, va ser salvat i va ser desmuntat peça a peça i reconstruït damunt el torrent del Pou, a la sortida de la vila de Sant Llorenç de Morunys en direcció cap a La Coma.

## Dades

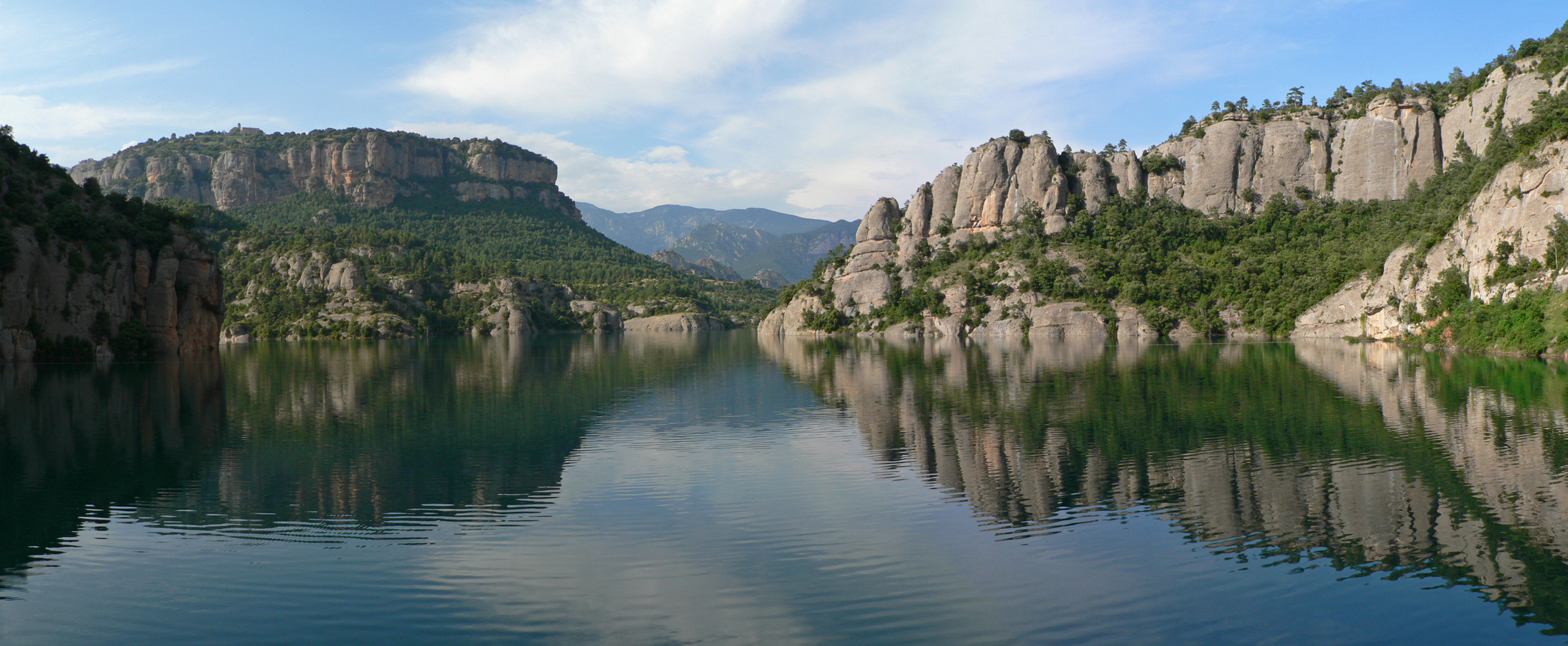
El pantà de la Llosa del Cavall a plena capacitat, l'estiu de 2010.

- Aigua embassada (2008): 46 hm³[6]
- Aigua embassada (2009): 78 hm³[6]
- Aigua embassada (2018) : 30 hm³[6]

## Corrents fluvials que hi desemboquen

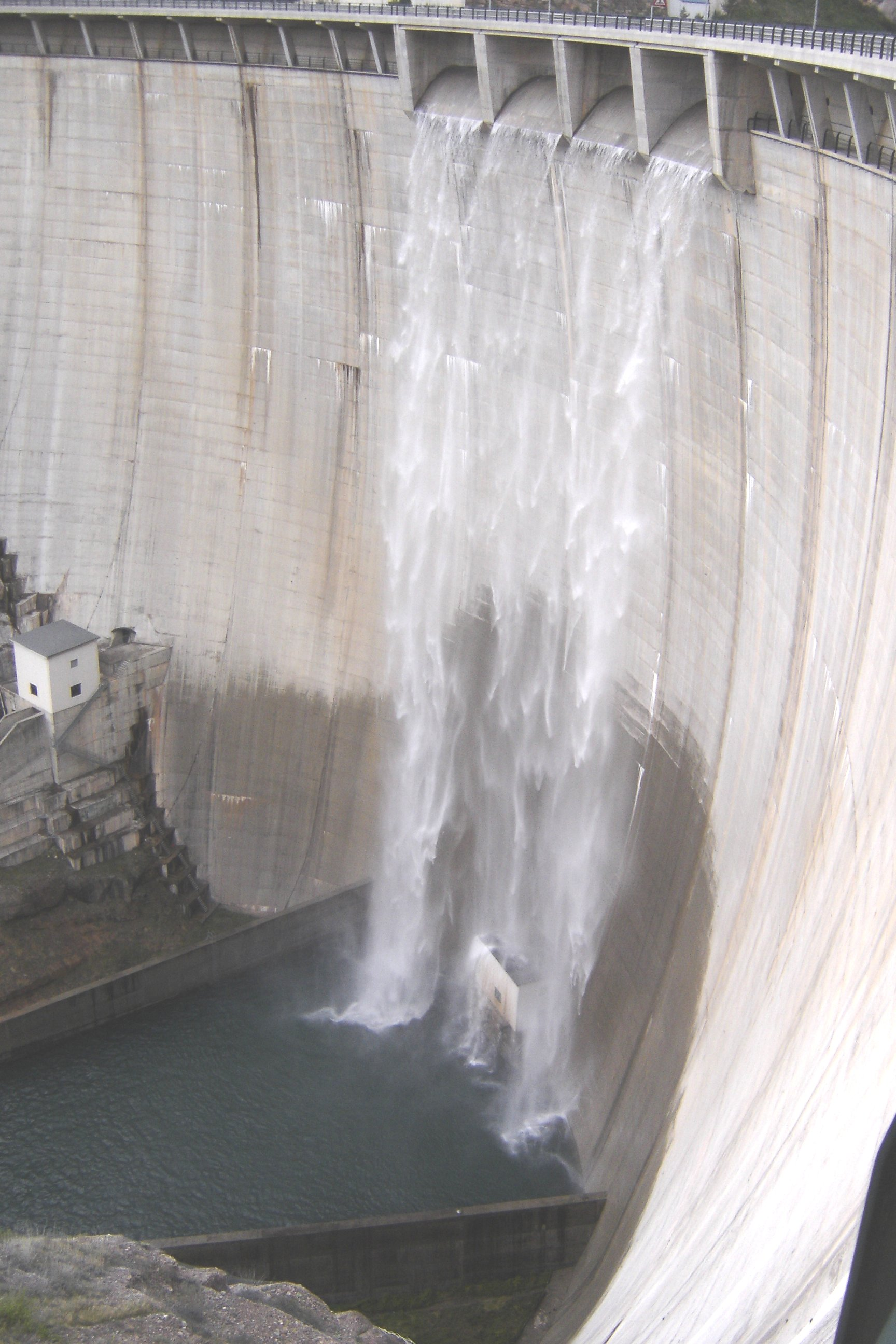
La presa sobreeixint (21-04-09)

- El Cardener (al municipi de Guixers) 42° 8′ 20.41″ N, 1° 35′ 57.80″ E / 42.1390028°N,1.5993889°E
- El torrent de les Salines (al Municipi de Sant Llorenç de Morunys) 42° 8′ 0.323″ N, 1° 36′ 9.397″ E / 42.13342306°N,1.60261028°E
- La rasa de les Valls (al municipi de Guixers) 42° 7′ 45.72″ N, 1° 36′ 3.054″ E / 42.1293667°N,1.60084833°E
- La rasa de Sobirana (al municipi de Guixers) 42° 7′ 21.44″ N, 1° 35′ 39.80″ E / 42.1226222°N,1.5943889°E
- La rasa de Torroella (al municipi de Navès) 42° 6′ 29.83″ N, 1° 34′ 6.420″ E / 42.1082861°N,1.56845000°E
- La rasa de Vilamala (al municipi de Navès) 42° 6′ 22.07″ N, 1° 35′ 25.92″ E / 42.1061306°N,1.5905333°E
- El torrent de la Barata (al municipi de Guixers) 42° 7′ 39.66″ N, 1° 37′ 21.45″ E / 42.1276833°N,1.6226250°E
- La rasa de Castelltort (al municipi de Guixers) 42° 7′ 45.47″ N, 1° 38′ 8.109″ E / 42.1292972°N,1.63558583°E
- L'Aigua de Valls (al municipi de Guixers) 42° 7′ 32.84″ N, 1° 38′ 34.12″ E / 42.1257889°N,1.6428111°E
- La canal de la Vidarça (al municipi de Guixers) 42° 7′ 28.08″ N, 1° 38′ 45.32″ E / 42.1244667°N,1.6459222°E
- La canal del Molí (al municipi de Guixers) 42° 7′ 31.96″ N, 1° 38′ 17.19″ E / 42.1255444°N,1.6381083°E
- La canal del Forat (al municipi de Guixers) 42° 7′ 37.35″ N, 1° 37′ 50.33″ E / 42.1270417°N,1.6306472°E
- L'Aigua de les Set Riberetes (al municipi de Navès) 42° 7′ 9.195″ N, 1° 36′ 33.60″ E / 42.11922083°N,1.6093333°E
- La canal dels Oms (al municipi de Navès) 42° 6′ 58.79″ N, 1° 36′ 15.88″ E / 42.1163306°N,1.6044111°E
- La rasa de les Cases de Posada (al municipi de Navès) 42° 6′ 16.54″ N, 1° 36′ 12.20″ E / 42.1045944°N,1.6033889°E